# مقبرة 5

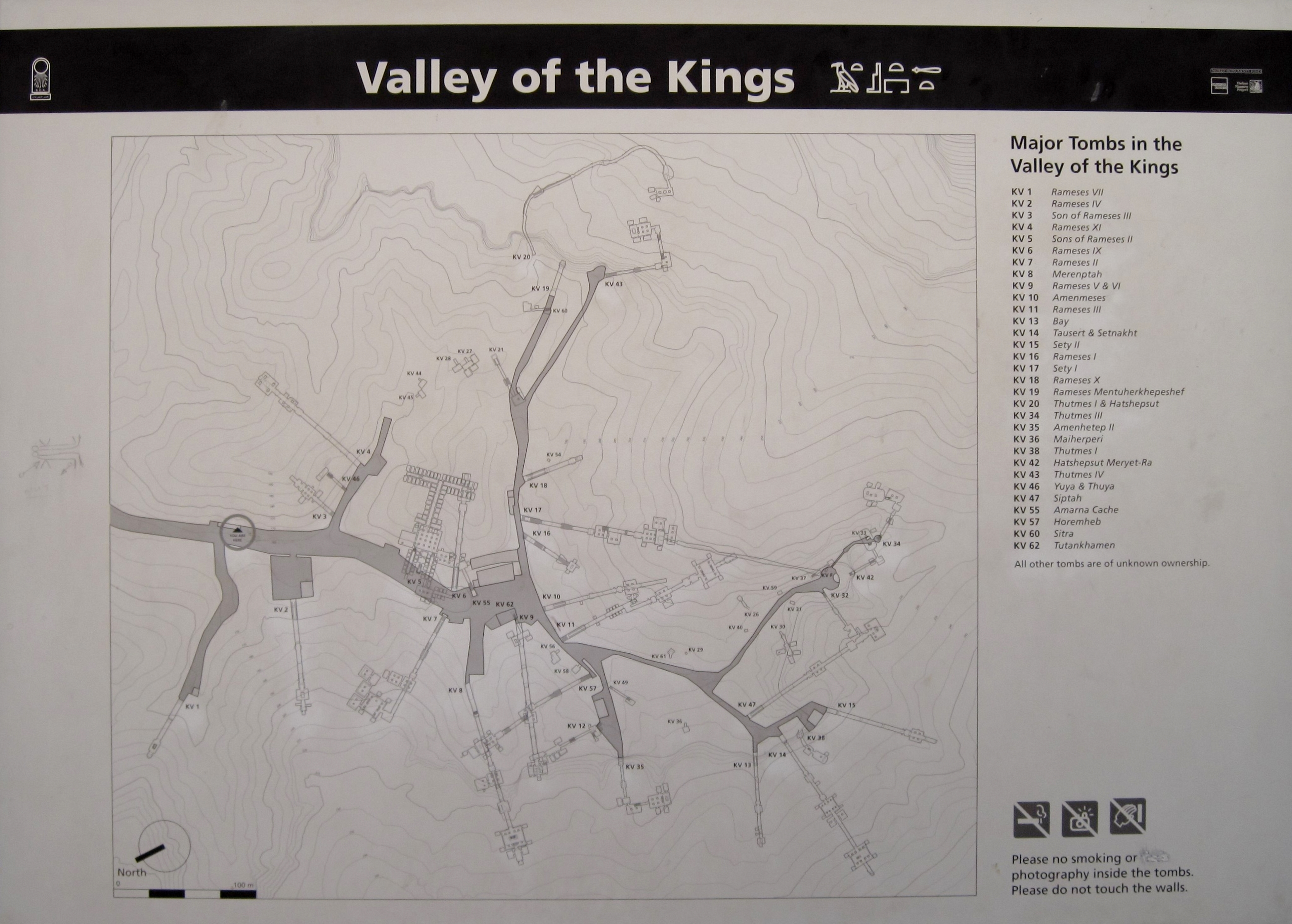
خريطة وادي الملوك.

مقبرة 5 وتعرف عالميا باسم KV5، وتقع بالوادي الشرقي بوادي الملوك بمصر، وهي أكبر مقابر وادي الملوك على الإطلاق حيث تمتد بطول 443.2 متر وتغطي مساحة 1266.47 متر مربع، وتخص أبناء رمسيس الثاني ولا يزال العمل بها جاريا، ويرجع تاريخ اكتشافها إلى عام 1825 بيد أنه لم يتم الكشف عنها بصورة كاملة إلا عن طريق مشروع تخطيط طيبة بقيادة كينت ويكس عام 1987.
ووجدت المقبرة في حالة شديدة السوء وهي تخضع منذ عام 1994 لعمليات الحفظ والترميم وهي التي وصفها كينت ويكس بأكبر أعمال الحفظ والترميم الجارية بوادي الملوك منذ اكتشاف مقبرة الملك توت عنخ أمون (مقبرة 62) عام 1922.

## المقبرة في الثقافة المحلية
ظهرت المقبرة كمرحلة في واحدة من إصدارات اللعبة الشهيرة تومب رايدر والذي حمل اسم «الإلهام الأخير» Tomb Raider: The Last Revelation

## اقرأ أيضا
- فاينس

## قراءة مستفيضة
- Kent R. Weeks, The Lost Tomb. New York: William Morrow, 1998. يحوي وصفا لاكتشاف المقبرة. ISBN 0-688-17224-5
- Kent R. Weeks, KV 5: A Preliminary Report on the Excavation of the Tomb of the Sons of Ramesses II in the Valley of the Kings. القاهرة: مطبعة الجامعة الأمريكية, 2000 ISBN 977-424-574-1
- Reeves, N & Wilkinson, R.H. The Complete Valley of the Kings, 1996, Thames and Hudson, London
- Siliotti, A. Guide to the Valley of the Kings and to the Theban Necropolises and Temples, 1996, A.A. Gaddis, Cairo, Dr M.Swales,

## وصلات خارجية
- مشروع تخطيط طيبة: مقبرة 5 - يضم وصفا وصورا وخرائط للمقبرة.
- تقدم العمل بمقبرة 5 تفاصيل الأعمال التي تم إنجازها بالمقبرة كل عام